# Blazer Drive
Blazer Drive is een Japanse mangaserie geschreven en geïllustreerd door Seishi Kishimoto en wordt gepubliceerd in de nieuwe Monthly Shōnen Rival tijdschrift.

## Inhoud
Door de opwarming van de aarde is er gezocht naar nieuwe energiemogelijkheden. De Mysticker is een uitkomst en het gebied waar de sticker getest wordt is het futuristische Tokio, Japan. Mensen maken daar nu gebruik van in hun dagelijks leven. Zo ook Team Sky, waar Daichi lid van is. Op een dag zien ze een jongen die achtervolgd wordt door Team Typhoon, een groep van sectie VII. Ze helpen de jongen en raken zo verwikkeld in een gevecht dat uiteindelijk onbeslist eindigt, door de redding van Ginga, de oudere broer van Daichi. Daichi is ontevreden over Ginga's reddingsactie en wordt nog eens kwaad als zijn Mysticker verscheurd wordt. Daichi loopt kwaad en verward weg. Onderweg komt hij een Blazer tegen die het op hem gemunt heeft. Zo belandt Daichi voor het eerst in een Mystickergevecht.

## Personages
Daichi
Team Sky, loopjongen
Protagonist van het verhaal.
Misora
Team Sky, leider
Liefhebbend karakter die het team verzorgt.
Kuroki
Beste vriend van Ginga en de persoon die Daichi vertelt over de wereld van Blazers.
Ginga
Ginga, Daichi's oudere broer, heeft Daichi door de jaren heen beschermd tegen mensen en groepen die het op hem gemunt hebben.

## Mystickers
Stickers die wanneer geactiveerd zijn een bepaalde eigenschap maken of produceren. Zo zijn er stickers met element krachten, zoals: vlam, ijs, elektriciteit en licht. Zodra men een sticker ergens op plaatst en activeert zal de omgeving in de stickereigenschap veranderen. Het gebruiken van Mystickers als wapen op mensen is tegen de regels. Mystickers kunnen met elkaar gebruikt worden. In het eerste hoofdstuk is er een Blazer die de Pijl- en Dimensie-Verplaatsingsstickers samen combineert. Het resulteerde in dat waar de pijl landt, het doel verplaatst naar de dimensie. Ook zijn er niveaus in de stickers, zo zal een level 3-sticker beter werken dan een level 1-sticker.
| Type                  | Mysticker                             | Effect                                              |
| --------------------- | ------------------------------------- | --------------------------------------------------- |
| Element               | Flame Vlam                            | Vuur, verbranding of opwarmend.                     |
| Element               | Ice IJs                               | Bevriest of creëert ijs.                            |
| Element               | Electric Elektriciteit                | Maakt elektriciteit.                                |
| Element               | Light Licht                           | Een verblindend licht.                              |
| Element zeldzaam      | Kandachi God's Stand                  | Produceert oneindig veel elektriciteit.             |
| Wapen zeldzaam        | Arrow Pijl                            | Op de arm, verandert de arm in een boog met pijlen. |
| Overige heel zeldzaam | Dimension Shift Dimensie Verplaatsing | Verplaatst het object of persoon naar de dimensie.  |

## Blazers
Mensen die Mystickers zonder consequenties, zoals pijn, met hun lichaam kunnen gebruiken. De gebruiker kan dan de eigenschappen van de sticker onder controle krijgen. Er zijn stickers die niet gebruikt kunnen worden door normale mensen, maar wel geactiveerd kunnen worden door Blazers.

## Manga
| #  | Title         | Datum        | Plot |
| 01 | De Overerving | 4 april 2008 | Daichi gaat een gevecht aan met Team Typhoon om iemand te helpen. Het gevecht gaat een tijd door totdat Misora gewond raakt en Ginga's broer hen uit de benarde positie redt. Daichi kan het niet accepteren, en wordt nog eens extra kwaad als Ginga Daichi's net gekregen sticker verscheurt. Hij loopt kwaad en verward weg, maar komt dan een Blazer tegen die het op hem gemunt heeft. Ginga komt wederom om Daichi te redden, maar het loopt niet goed af. |
| 02 |               |              | |